# تپه گردی ممینه
تپه گردی ممینه مربوط به سدهٔ ۸–۶ ه.ق است و در شهرستان نقده، بخش محمدیار، دهستان المهدی، روستای گرد قیط واقع شده و این اثر در تاریخ ۷ خرداد ۱۳۸۷ با شمارهٔ ثبت ۲۲۹۱۲ به‌عنوان یکی از آثار ملی ایران به ثبت رسیده است.